# カムラン国際空港
カムラン国際空港（カムランこくさいくうこう、ベトナム語: Cảng hàng không quốc tế Cam Ranh/港航空國際柑欞、英: Cam Ranh International Airport）は、ベトナム社会主義共和国カインホア省 カムランにある国際空港。リゾート地ニャチャンの最寄りの空港である。
かつてのニャチャン空港は2009年に閉鎖された。

## 歴史
- 1972年、ベトナム戦争中にアメリカ海軍により建設。
- 2004年、軍民共用化。
- 2009年、旅客ターミナル開業、国際空港化。
- 2018年、ターミナル2（国際線ターミナル）開業[1]。

## 就航航空会社と就航都市
| 航空会社                       | 就航地 | ターミナル |
| ------------------------------ | --- | ---------- |
| ベトナム航空                   | ハノイ、ホーチミン、ダナン、ヴィン | 国内       |
| ベトナム航空                   | 北京/首都、ハルビン、合肥、南京、上海/浦東、瀋陽、石家荘、天津、無錫、鄭州、済南、ソウル/仁川、釜山 | 国際       |
| ベトジェットエア               | ハノイ、ホーチミン、ダナン、ヴィン、ハイフォン、フーコック島 | 国内       |
| ベトジェットエア               | ソウル/仁川、釜山、大邱 | 国際       |
| バンブー・エアウェイズ         | ハノイ、ホーチミン、ハイフォン | 国内       |
| バンブー・エアウェイズ         | マカオ | 国際       |
| タイ・エアアジア               | バンコク/ドンムアン | 国際       |
| エアアジア                     | クアラルンプール | 国際       |
| スクート                       | シンガポール(2025年11月21日より運航開始予定) | 国際       |
| 中国南方航空                   | 広州 | 国際       |
| 四川航空                       | 成都/天府 | 国際       |
| 香港エクスプレス               | 香港 | 国際       |
| 大韓航空                       | ソウル/仁川 | 国際       |
| ティーウェイ航空               | ソウル/仁川、清州、大邱 | 国際       |
| ジンエアー                     | ソウル/仁川、釜山 | 国際       |
| エアプサン                     | ソウル/仁川、釜山 | 国際       |
| エアソウル                     | ソウル/仁川 | 国際       |
| チェジュ航空                   | ソウル/仁川 | 国際       |
| イースター航空                 | ソウル/仁川 | 国際       |
| カノット・シャーク航空         | タシュケント | 国際       |
| エア・アスタナ                 | アルマトイ | 国際       |
| SCAT航空                       | アスタナ、アルマトイ | 国際       |
| アエロフロート                 | モスクワ/シェレメーチエヴォ、ノヴォシビルスク(2025年9月30日より就航予定)、ウラジオストク(2025年10月1日より就航予定)、エカテリンブルク(2025年9月29日より就航予定)、イルクーツク(2025年9月5日より就航予定) | 国際       |
| イカル(いずれもチャーター運航) | ノヴォシビルスク | 国際       |
| アズール・エア                 | ノヴォシビルスク | 国際       |
| レッド・ウイングス航空         | モスクワ/ドモジェドヴォ | 国際       |
| イル・アエロ                   | イルクーツク(桂林経由)、桂林 | 国際       |

2025年5月現在